# Ökonometria
Az ökonometria a közgazdaságtan – azon belül is a matematikai közgazdaságtan – önálló tudománnyá fejlődött részterülete, amelynek célja a gazdasági jelenségek matematikai jellegű elemzése, továbbá a közgazdasági elméletek és modellek tapasztalati adatok alapján történő igazolása, illetve megcáfolása. Eszközeit elsősorban a matematika, azon belül is főként a valószínűségszámítás, továbbá a statisztika eszköztárából meríti.
A tudomány elnevezése a görög „oikonómia” (közgazdaság) és „metria” (mérés) szavakból származik; Ragnar Frisch és Joseph Schumpeter használta elsőként ezt a kifejezést az 1930-as években, bár a tudomány gyökerei sokak szerint egészen a 17. században élt Sir William Pettyig nyúlnak vissza.
A következtető (matematikai) statisztika egyes részterületei, így a regressziószámítás és az idősorelemzés képezik az ökonometria tulajdonképpeni alapjait.

## Ökonometriai tevékenységért kitüntetett közgazdasági Nobel-emlékdíjasok
- Jan Tinbergen és Ragnar Frisch 1969-ben a gazdasági folyamatok elemzésére szolgáló dinamikus modellek fejlesztéséért és alkalmazásáért (ez volt az első közgazdasági Nobel-díj)
- Lawrence Klein 1980-ban a számítógépes ökonometriai modellek területén végzett kutatásaiért
- Trygve Haavelmo 1989-ben az ökonometria valószínűség-elméleti megalapozásáért és a szimultán ökonometriai struktúrák elemzéséért
- Daniel McFadden és James Heckman 2000-ben a diszkrét döntések szelekciója és elemzése területén végzett mikroökonometriai kutatásaikért
- Robert Engle és Clive Granger 2003-ban az idősorok elemzésében elért eredményeikért